# Bakterie grupy Lactobacillus casei
Bakterie grupy Lactobacillus casei (ang. Lactobacillus casei group, LCG) – grupa bakterii, do której należą takie gatunki jak Lactobacillus casei, Lactobacillus paracasei, Lactobacillus rhamnosus. Wybrane szczepy z grupy LCG są stosowane w przemyśle spożywczym i farmaceutycznym.
Z powodu bardzo bliskiego pokrewieństwa tych gatunków powstała grupa LCG. Efektem tego są stosunkowo częste reklasyfikacje gatunków. Do niedawna uważano, że gatunek Latobacillus zeae stanowi kolejny gatunek w grupie LCG. Jednak kolejne prace badawcze wykazały, że jest to podklaster gatunku Lactobacillus casei.
Badania Huang i in. (2018) wykazały, że do grupy LCG należy również gatunek Lactobacillus chiayiensis. Wyizolowano dwa szczepy z kału krowy i soku kokosowego. Lactobacillus chiayiensis jest najbardziej spokrewniony z gatunkiem Lactobacillus casei. Określono to na podstawie stopnia homologii genu 16s rRNA, który wynosi 99,6%.